# Lê Văn Dỹ
Lê Văn Dỹ là ủy viên Ban Chấp hành Trung ương Đảng Cộng sản Việt Nam khóa V (dự khuyết) VI, VII, VIII, nguyên Phó trưởng Ban Kinh tế Trung ương Đảng Cộng sản Việt Nam, nguyên Bí thư Tỉnh ủy Bà Rịa – Vũng Tàu.
Ông sinh năm 1937 tại Bến Lức, Long An.
Tháng 5/1947, Ông tham gia hoạt động cách mạng phụ trách liên lạc cho Tổng bộ Việt Minh tỉnh Tân An. Sau đó chuyển sang công tác tại Ban tuyên huấn tỉnh ủy Tân An. Năm 1960, ông gia nhập Đảng Cộng sản Việt Nam, sau đó được cử đi đào tạo đại học ở Liên Xô. Trong thời gian công tác ông đã từng đảm nhận các chức vụ chính như: Tổng cục trưởng Tổng cục hóa chất, Thứ trưởng thứ nhất Bộ Công nghiệp nặng, Bí thư Ban cán sự, Chủ tịch Hội đồng Bộ, Ủy viên Trung ương Đảng khóa V (dự khuyết) VI, VII, VIII, Ủy viên đoàn Chủ tịch Hiệp Hội khoa học kỹ thuật Việt Nam, Chủ tịch Hội Hữu nghị Việt Nam - Triều Tiên, Chủ tịch Hội Hóa học Việt Nam, Chủ tịch UBND tỉnh, Bí thư Tỉnh ủy Bà Rịa – Vũng Tàu, Bí thư Đảng ủy Quân sự, Phó trưởng Phó trưởng Ban Kinh tế Trung ương Đảng Cộng sản Việt Nam.
Tháng 4/2008 ông được giải quyết chế độ hưu.
Tháng 8/2008, ông chuyển về sinh hoạt Đảng tại phường Tân Phong, Quận 7, TP HCM.
Trong quá trình công tác, ông Lê Văn Dỹ được Đảng và Nhà nước tặng thưởng Huân chương độc lập hạng nhất, Huân chương kháng chiến chống Mỹ hạng 3, Huy chương chống Pháp hạng nhất, Huân chương Lao động, huy hiệu 50 năm tuổi Đảng.